# Charles Payne
Charles Payne was een Brits componist en militair.
Over de componist is weinig bekend. De manuscripten van hem, die in de bibliotheek van de Royal Military School of Music "Kneller Hall" in Twickenham geven ook geen verdere informatie. Vermoed wordt, dat hij als muzikant bij de huzaren of lansiers van het 3e, 9e of 11e regiment in India diende. De alom bekende mars Punjaub march werd in maart 1893 door de Londense muziekuitgeverij Boosey & Hawkes uitgegeven, nadat in 1890 bij Hawkes and Son een piano-uitgave in de bewerking van Charles Leterom (Charles Lethière) gepubliceerd was. De mars werd samen met de mars Sutlej bij de muziekuitgeverij publiceert en in het magazine "The Bandsman's Favourite" in 1904 besproken als werken voor marsen in India en daarbij was sprake van zowel het 3e en 11e huzaren-regiment alsook van het 9e lansiers-regiment.
Door Joseph Rudolph Sawerthal, die van 1868 tot 1890 militaire kapelmeester in het Verenigd Koninkrijk was en die later voor een bepaalde tijd in Rusland is geweest, kwam deze mars naar Rusland. In Rusland werd deze mars erg populair onder de titel Морской король. Марш (Zee Koning) of Марш Кубанского пластунского батальона «Морской король» (Mars van het Kuban Infanterie Bataljon "Zee Koning")

## Media
1. ↑  Punjaub march Centrale muziekkapel van de Marine van de Sovjet-Unie o.l.v. Kapitein V. Solodakhin (1984)